# Polizeiruf 110: Lauf, Anna, lauf!
Lauf, Anna, lauf! ist ein Kriminalfilm des ORF von Franz Novotny aus dem Jahr 1994. Der Fernsehfilm erschien als 164. Folge der Filmreihe Polizeiruf 110 und ist die erste von zwei Folgen mit Inspektor Gerhard Walleck, verkörpert durch Helmut Berger. Der Film gehört zu den beiden einzigen Episoden, die vom ORF produziert wurden.

## Handlung
Der Zirkus-Clown Felix Kocz ist schon eine Weile arbeitslos. So verbringt er viel Zeit mit seinem Freund Paul Kübler. Dieser besitzt auf dem Lande eine Kfz-Werkstatt, bei der allerdings auch nicht viel Betrieb ist. Eines Tages entdecken die beiden in einem gestohlenen Mercedes 40 Kilo Heroin. Damit erhoffen sie sich das Ende ihrer finanziellen Notlage, doch fehlen ihnen die einschlägigen Kontakte, um diese Menge Rauschgift auch abzusetzen. Als Felix Kocz zufällig einen Mann ausfindig macht, der ihm auch vertrauenswürdig erscheint, ahnt er nicht, dass er ausgerechnet an den Kriminalbeamten Gerhard Wallek geraten ist, der ihm prompt eine Falle stellt. Doch gelingt es der Polizei nur zwei kg der Gesamtmenge zu konfiszieren. 38 kg bleiben verschwunden und werden nun nicht nur von der Kriminalpolizei gesucht, sondern auch von zwei Wiener Ganoven, denen der Mercedes mit der wertvollen Fracht bei einer Überstellungsfahrt abhandenkam. Des Weiteren suchen auch zwei französische Gangster nach dem Heroin. Sie wurden von der Pariser Zentrale des Drogenrings extra nach Wien entsandt.